# Szicíliai nyelv
A szicíliai nyelv (lu sicilianu, olaszul: lingua siciliana) az indoeurópai nyelvcsalád itáliai ágába tartozó újlatin nyelv, legközelebbi rokonai a nápolyi és az olasz nyelv; bár sokan – az utóbbiakkal együtt – csak olasz nyelvjárásnak tekintik. A szicíliait és dialektusait együttesen italiano meridionale-estremo csoportnak hívjuk. Ezeket a nyelvváltozatokat Szicílián és a körülötte lévő szigeteken, illetve a szárazföldön Dél- és Közép-Calabriában, Puglia néhány részén, Salentóban és Campaniában beszélik. A nyelvészek szerint a szicíliai eléggé különbözik az olasztól ahhoz, hogy önálló nyelvnek nevezzék. Néhányan úgy tartják, hogy a szicíliai nyelv vált el először a latintól, de ennek a nézetnek semmiféle tudományos alapja nincs. A nyelvet napjainkig rendszeresen a mindennapi életben használja a szicíliai őslakosok túlnyomó többsége.
Jelentős számú emigráns vándorolt ki a szigetről a múlt század során az elmaradottság, a maffia és a szegénység miatt. Kis közösségeket alapítottak az Egyesült Államokban, Kanadában, Ausztráliában és Argentínában. Az utóbbi két-három évtizedben szintén nagyszámú kivándorló indult útnak az észak-itáliai iparvidékek felé. Ezen emigráns közösségek kisebb-nagyobb sikerrel a mai napig megtartották nyelvüket.
Ahogy a táblázat is mutatja, a szicíliai sehol sincs hivatalos nyelvként elismerve, még Olaszországban sem. Ennek következményeként jelenleg egyáltalán nincs olyan intézet, amely a nyelv regulációjával foglalkozna. A szicíliai regionális autonóm parlament megszavazta, hogy támogassák a szicíliai nyelv tanítását minden helyi iskolában, de Olaszországban bármilyen változtatás az oktatási rendszerben nagyon lassan zajlik le.

## A szicíliai rendszerezése

### Elnevezései
A szicíliai alternatív elnevezései a következők: Calabro-Sziciliai, Sicilianu, Siculu. A Calabro-Sziciliai elnevezés arra utal, hogy a szicíliai nyelvjárások és a Calabro nagyon közeli rokonságban állnak egymással. A Sicilianu pedig a nyelv szicíliai neve.
A "Siculu" szó pedig a szigeten élő ősi nép neve, akik a görögök i. e. 8. századbeli megérkezése előtt éltek. De szintén jelentheti a szicíliai eredettel rendelkező emberek gyűjtőnevét pl.: Sziculó-amerikai stb..

### A szicíliai dialektusok
A szicíliai nyelv dialektusai:
- agrigentino (Palermo, Trapani, közép-nyugati Agrigento-ban más néven: nyugat-szicíliai)
- közép-szicíliai
- délkelet-szicíliai
- ennai (Enna megyében)
- kelet szicílai (amibe beletartozik Catania, A második legnagyobb város szicíliában)
- messinai (Messina megye)
- isole eolie (Az Aeoliai szigeteken)
- Pantesco (Pantelleria szigetén)
- calabro (dél-Calabria területén)
- salentino (dél-Puglia, Lecce környéke)

## A szicíliai nyelv története
A szicíliai nyelv az Itália déli részén, illetve a Szicília szigetén beszélt latin nyelvjárok folytatása, amelyre az eredetileg ott élő népek nyelve, majd a görög és az arab is hatással volt. A szigetet először görög források említik i. e. 1000 körül. A szóban forgó területen három nép élt:  sicanik[forrás?], elümiek, és a legnagyobb számú nép, a siculok, akik indoeurópai származásúak voltak és nyelvük valószínűleg közel állt a latinhoz.
Az első külső telepesek a föníciaiak voltak. I. e. 800 körül megérkeztek a görögök is a szigetre, akik szokásukhoz híven kereskedő kolóniákat alakították ki és a szigetlakó törzsek sokat átvettek a nyelvükből, hasonlóan a szicíliai görögre is hatással voltak az őslakók nyelvei.
Az első pun háború után i. e. 260 körül megérkeztek a szigetekre a rómaiak, akik magukkal hozták latin nyelvüket, ami hamarosan széles körben elterjedt viszont a lakosságot nem bírták teljesen romanizálni ezért a vulgáris latin keveredett a helyi nyelvekkel és a göröggel. Az erős görög befolyás az oka annak, hogy Itália eredetileg görög telepesekkel lakott részein a szicíliaihoz megszólalásig hasonlító enyhén elgörögösödött újlatin nyelveket beszélnek pl.: Pugliában és Calabriában.

### Idegen behatások a szicíliai nyelven
Szicília a Földközi-tenger legnagyobb szigete és ezért a mediterráneumban folytatott kereskedelem egyik legforgalmasabb központja volt. Rengeteg ember fordult meg itt a mediterrán régió minden tájáról, ez nyomot is hagyott a szigetlakók nyelvén. Ennek következményeképp a szicíliai nyelv átvett szavakat, nyelvtani jellemzőket a görögből, arabból, franciából, lombardból, provanszálból, németből, katalánból, spanyolból és természetesen az olaszból is, nem beszélve az őslakos népek nyelveiről.
| Időszak  | Szicíliai szó    | A szó forrása | A szó forrása |
| -------- | ---------------- | ------------- | ------------- |
| Modern   | giamelli         | olasz         | gemelli       |
| Középkor | bizzuni, vuzzuni | francia       | besson        |
| Középkor | binelli          | Ligur         | beneli        |
| Ókor     | èmmuli           | latin         | gemulus       |
| Ókor     | cucchi           | latin         | copula        |
| Ókor     | minzuddi         | latin         | medius        |
| Ókor     | ièmiddi, ièddimi | görög         | ghemellos     |

### A szicíliai nyelv fejlődésének korszakai
- Korai szakasz
  - Pre-klasszikus periódus
  - Görög befolyás
  - Arab periódus
- Nyelvi fejlődés a középkortól:
  - Normann-Francia befolyás
  - Katalán befolyás
- Újkori spanyol behatások

## A szicíliai megkülönböztető tulajdonságai

### Egyedi hangváltozások
A szicíliai számos sajátossággal rendelkezik az újlatin nyelvek között:
- Az olasz hangsúlytalan /o/ módosulása /u/-ra, pl.: olasz: nostro > szicíliai: nostru (miénk), olasz: volontá >  szicíliai: vuluntati (akarat).
- Az olasz hangsúlytalan /e/ módosulása /i/-re (nem minden esetben, nyelvjárásonként változik) pl.: olasz: tentazione > szicíliai: tintazzioni (csábítás)
- Az /ll/ hang módosulása kakuminális /dd/-re, pl.: olasz: bello > szicíliai: beddu (szép) (ez megtalálható a szárdban is).
- A latin /fl/ hang már az olaszban módosult /fi/-re, pl.: latin: flumen > olasz: fiume (folyó) ez a szicíliaiban tovább módosult /sci/-re, vagy nyelvjárástól függően /hi/ és így lett sciumi vagy hiumi.
- Az /str/ hangot is eltérően ejtik, egy pösze rövid /sz/ hangot hallatnak a /t/ helyett. pl: nostru > /noszhru/

### Nemek és a többes szám képzése
Általában szicíliai nőnemű főnevek (és a hozzájuk tartozó melléknevek) ugyanúgy [a] betűre végződnek, mint hasonló olasz társaik pl.: casa (ház), porta (ajtó), carta (papír). A hímnemű főnevek (és a hozzájuk tartozó melléknevek), pedig az olasz [o]-val ellentétben [u]-ra végződnek  pl.: omu (ember), libbru (könyv), nomu (név). Egy pár kivétel azonban akad, mint például a soru (nővér), figu (füge), amelyek nőnemű szavak. Az [i]-re végződő szavak egyaránt lehetnek hím és nőneműek is, az olaszban az [e] hang tölti be ezt a szerepet.
Az olasszal ellentétben a szicíliai csak az [i] betűt használja a többes szám képzésére mindkét nemnél. pl.: casi (házak), porti (ajtók), tauli (táblák). Persze számos kivétel van ez alól, melyek szintén nincsenek teljesen szinkronban az olasz változattal, pl.: ómini (emberek), libbra (könyvek), jorna (napok), jócura (játékok), manu (kezek), vrazze (karok), jardina (kertek), scrittura (írok), signa (jelek).

### A latin szókezdő "i" betűk elhagyása
Az esetek többségében ahol a latin (vagy bármely újlatin nyelv) szókezdő i- betűt használt, a szicíliai ezt teljesen elhagyja. Ez ritkábban az e és még kevésbé az a és o betűvel kezdődő szavaknál is elfordul.
- Példák: mpurtanti (< importantis, -e, ’fontos’), gnuranti (ignorantis, -e, ’nélkülöző’), nimicu (< enemicus, ’ellenség’), ntirissanti (< interessantis, -e, ’érdekes’), llustrari (< illustrare, ’illusztrál’), mmàggini > image (< imago, -ginis, ’kép’), cona (< gör. eikon, -os, ’jelkép’), miricanu (< americanus, ’amerikai’).

### A "birtokolni" ige
A birtoklás kifejezésére az "Aviri" (birtokolni) ige használatos. Ez az egy közös tulajdonsága a románnal és a katalánnal. Az angolhoz és a spanyolhoz hasonlóan ezzel a szóval tudja kifejezni a kötelességet. Például: Havi a jiri (ejtsd: Ávi ádzsíri jelentése: Mennie kell). Ugyanúgy mint az utóbbi két nyelvnél ez esetben a birtokolni szó és az ige közé egy prepozíció ékelődeik ( angol: … has to go, spanyol: Tiene que ir".

### Igék és módok
Az èssiri (lenni) létige ragozása.
| Non-finite      |                  |                  |                  |                  |                  |                  |
| --------------- | ---------------- | ---------------- | ---------------- | ---------------- | ---------------- | ---------------- |
| Infinitive      | èssiri           | èssiri           | èssiri           | èssiri           | èssiri           | èssiri           |
| Gerund          | sennu or essennu | sennu or essennu | sennu or essennu | sennu or essennu | sennu or essennu | sennu or essennu |
| Past participle | statu            | statu            | statu            | statu            | statu            | statu            |
| Indicative      | iu               | tu               | iddu             | nuiàtri          | vuiàtri          | iddi             |
| Present         | sugnu            | sì               | è                | semu             | siti             | sunnu or sù      |
| Imperfect       | era              | eri              | era              | èramu            | èravu            | èranu            |
| Preterite       | fui              | fusti            | fu               | fumu             | fùstivu          | furu or fùrunu   |
| Future¹         | -                | -                | -                | -                | -                | -                |
| Conditional²    | iu               | tu               | iddu             | nuiàtri          | vuiàtri          | iddi             |
|                 | fora             | fori             | fora             | fòramu           | fòravu           | fòranu           |
| Subjunctive     | iu               | tu               | iddu             | nuiàtri          | vuiàtri          | iddi             |
| Present         | fussi            | fussi            | fussi            | fùssimu          | fùstivu          | fùssiru          |
| Imperfect       | fussi            | fussi            | fussi            | fùssimu          | fùstivu          | fùssiru          |
| Imperative      |                  | tu               | vossìa³          |                  | vuiàtri          |                  |
|                 |                  | sì               | fussi            |                  | siti             |                  |

## Nyelvi Példák

### Lu Patri Nostru
A Mi atyánk több szicíliai nyelvjárásban, illetve olaszul és latinul
| szicíliai (Szicília)                               | calabro-szicíliai (dél-Calabria)              | salentino (dél-Puglia, Lecce környéke)         | olasz                                      | latin                                        |
| -------------------------------------------------- | --------------------------------------------- | ---------------------------------------------- | ------------------------------------------ | -------------------------------------------- |
| Patri nostru, chi siti n celu,                     | Patri nostru ca siti 'nto celu                | Sire nesciu ca stai an cielu                   | Padre nostro, che sei nei cieli,           | Pater noster, qui es in caelis,              |
| Fussi santificatu lu vostru nomu.                  | Fussi santificatu u nomu vostru.              | Cu'bbessa santificatu lu nume tou.             | Sia santificato il tuo nome.               | Sanctificetur nomen tuum.                    |
| Vinissi viatu lu vostru regnu.                     | Venissi prestu lu regnu vostru.               | Cu'bbegna 'mprima lu regnu tou.                | Venga il tuo regno.                        | Adveniat regnum tuum.                        |
| Sempri fussi fatta la vostra Divina Vuluntati      | Fussi sempri faciùta a Vuluntà Vostra         | Cu'bbessa sempre fatta la Vuluntate toa        | Sia fatta la tua volontà                   | Fiat voluntas tua                            |
| Comu n celu accussì n terra.                       | Comu 'ndo celu cusì 'nta terra.               | Comu an cielu cussì an terra.                  | Come in cielo così in terra.               | Sicut in caelo et in terra.                  |
| Dàtinillu sta jurnata lu panuzzu cutiddianu,       | Ratandìllu sta jurnata u pani quotidianu,     | Dànnilu osce lu pane quotidianu nesciu,        | Dacci oggi il nostro pane quotidiano,      | Panem nostrum quotidianum da nobis hodie,    |
| E pirdunàtini li nostri piccati                    | E pirdunatindi i nostri piccati               | E perdunanni li peccati nesci                  | E rimetti a noi i nostri debiti            | Et dimitte nobis debita nostra               |
| Accussì comu nuiàtri li rimintemu ê nostri nìmici. | Cusì comu nui i rimentimu ê nemici nostri.    | Cussì comu nui li rimentimu a li nemici nesci. | Come noi li rimettiamo ai nostri debitori. | Sicut et nos dimittimus debitoribus nostris. |
| E nun ni lassati cascari ntâ tintazzioni,          | E non 'ndi rassàti mi carimu ntâ tentazzioni, | E nu' lassare cu cadimu 'n tentazzione,        | E non ci indurre in tentazione,            | Et ne nos inducas in tentationem,            |
| Ma scanzàtini dû mali.                             | Ma levatindi r'avanzi u mali.                 | Ma 'lléandenni te lu male.                     | Ma liberaci dal male.                      | Sed libera nos a malo.                       |
| Amen.                                              | Amen.                                         | Amen.                                          | Amen.                                      | Amen.                                        |

## Lásd még
- Calabriai dialektusok
- Nápolyi nyelv
- Italodalmát nyelvek